# Animali compassati
Animali compassati è l'idea, un'invenzione originale dell'illustratore e autore italiano di libri per ragazzi Daniele Nannini, di ricondurre le fisionomie animali (e quindi anche umane) ad una simmetria che si può ricostruire usando esclusivamente circonferenze o sezioni di circonferenza e la realizzazione di questa intuizione tramite un compasso.
Il primo libro in cui questa idea viene sviluppata, intitolato appunto Animali compassati, è stato stampato in prima edizione in Italia nel 1987.
Nel 1988 esce A notte tonda che applica la stessa idea agli animali notturni e introduce anche una traccia di narrazione, ritmando, attraverso il passaggio graduale dei colori del fondo dal chiaro allo scuro e viceversa, lo scorrere delle ore buie dal tramonto all'alba.
Del 1991 è infine l'uscita di Circocircotondo che rinuncia alla prospettiva frontale e alla postura statica per affrontare, sempre attraverso la stessa tecnica, gruppi di animali in movimento. Qui compare anche per la prima volta un testo narrativo in rima che scandisce l'apparizione dei vari animali.
In questi libri l'uso del compasso per tracciare le figure è accompagnato per la colorazione dalla utilizzazione dell'aerografo, strumento particolarmente adatto a rendere le rotondità e la morbidezza.
Nel 1988 a Nannini viene conferito il premio della rivista italiana Andersen come miglior illustratore dell'anno mentre a cura della provincia di Pavia viene allestita una mostra che raccoglie gli studi preparatori e i disegni originali dei libri della serie che vengono stampati anche in Francia e in Spagna nel 1991.
L'idea di realizzare una serie di animali con una costruzione geometrica fatta di soli cerchi, pensata per i ragazzi, è diventata nel tempo popolare presso gli adulti, soprattutto insegnanti e matematici.